# Heythuysen

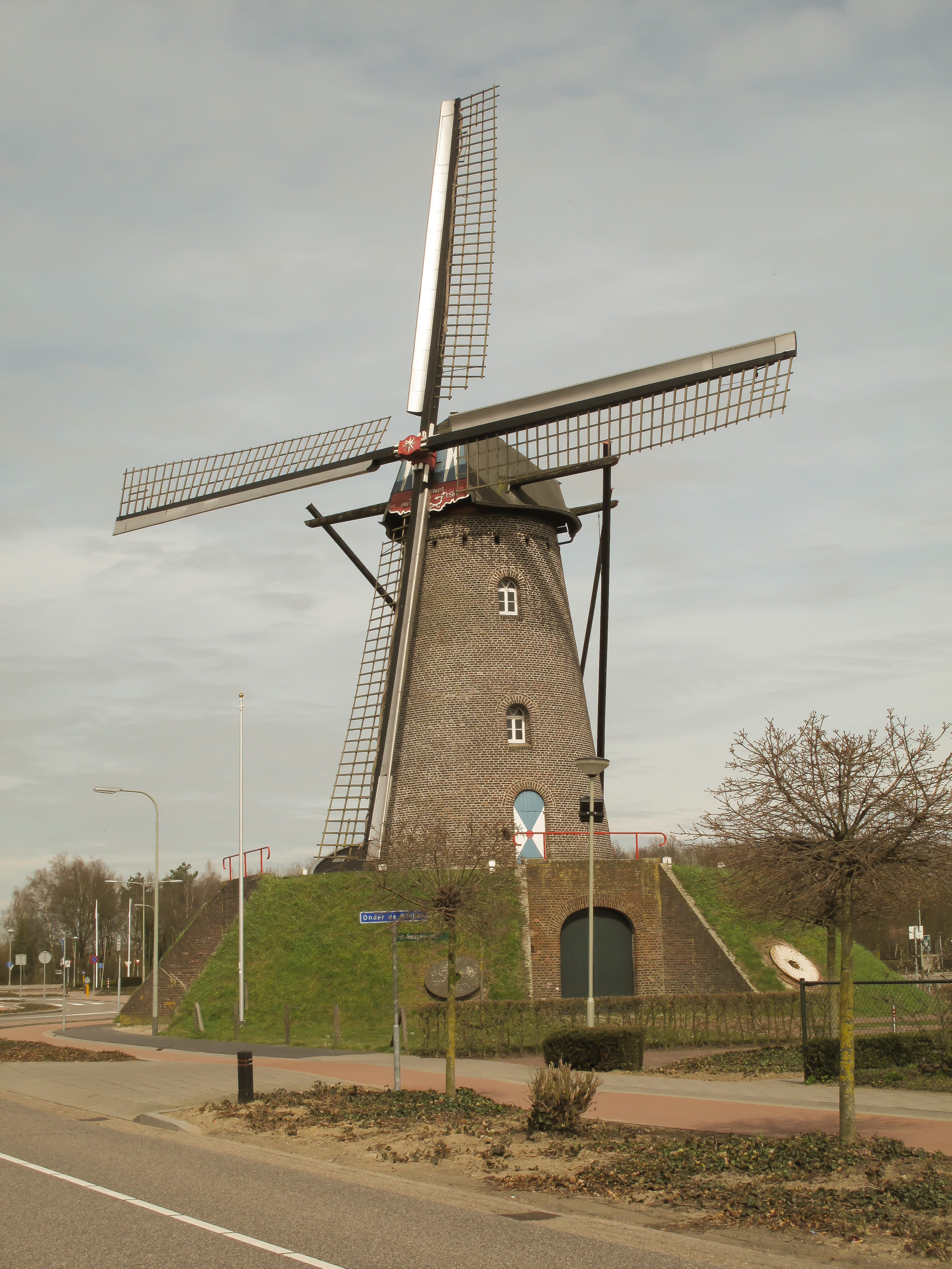
Moulin: de Sint Antoniusmolen

Heythuysen (en limbourgeois Heitse) est un village néerlandais situé dans la commune de Leudal, dans la province du Limbourg néerlandais. Le 1er janvier 2007, le village comptait 6 420 habitants.

## Histoire

Drapeau de Heythuysen

Heythuysen est une ancienne commune indépendante. Depuis le 1er janvier 2007, Heythuysen a formé, avec les anciennes communes de Haelen, Hunsel et Roggel en Neer, la nouvelle commune de Leudal.